# Cayetano de Arquer Buigas
Cayetano de Arquer Buigas (Sardañola del Vallés, provincia de Barcelona, 11 de enero de 1932 - ibídem, 13 de septiembre de 2012) fue un pintor impresionista[cita requerida] español, autodidacta y reconocido principalmente por sus nucas, desnudos, retratos, caballos, maternidades, entre otros temas que plasmó con las técnicas del óleo, pastel y carbón.

## Biografía
Nació en el seno de la familia Arquer que proceden de la nobleza catalana, y en la de los Buigas, familia que destaca artísticamente en varias áreas. Su abuelo materno fue el arquitecto Cayetano Buigas, autor del Monumento a Colón de Barcelona, realizado para la Exposición Universal de Barcelona de 1888. 
Su adolescencia transcurrió entre Madrid y Sardañola del Vallés (Barcelona). Desde su infancia se manifestó su inclinación por el dibujo. Fue compañero del cineasta Carlos Saura con quien compartió su afición a la fotografía. Años más tarde, estableció en Barcelona, junto con el director de cine Carlos Durán y el editor Jorge Herralde, un comercio dedicado a la fotografía.
A los 27 años realizó su primera exposición en el restaurante de su tío Ignacio de Arquer, en Cabrera de Mar. A partir de allí expuso en varias galerías nacionales e internacionales.

## Obra
La obra de Arquer Buigas es muy extensa, ya que aunque su tema principal es la mujer, y sobre todo las nucas; abarca desde el retrato hasta paisajes, desnudos, caballos, etc. Su técnica era el pastel, el óleo y el carbón.
Su obra se encuentra repartida colecciones privadas en España, Francia, Alemania, Suiza, Suecia, Reino Unido y Estados Unidos, entre otros. En 2011 una de sus obras fue seleccionada para formar parte de las 50 piezas que componen la muestra de la exhibición presentada durante el BP Portrait Award en la National Portrait Gallery de Londres.

## Premios y exposiciones
- National Portrait Gallery Premio BP 2011 (finalista).
- Décimo concurso Vil.la de Palamós.
- Premio dña. María Pujadas de Grau.
- Primer premio Galerías Tramontán Sep. 1975.
- Premio Escola de dibuix i pintura a Cayetano de Arquer Buigas (Ajt. Masíes de Voltregá. 2006).
- VII Concurso de pintura Villa de Palamós (dibujo).
- Premio Domenech y Soler Cabot.
- Galeríes Tramontan, septiembre de 1972.
- 1971 Reial Club de Polo de Barcelona.
- 1972 Galeries d'art Tramontan, Palamós.
- 1982 Galeries dárt Tramontan, Palamós.
- 1982 Riad, Capital of Arabia Saudita.
- 1983 Galería El Claustre, Gerona.
- 1983 Sala Nonell, Barcelona.
- 1986 Galería Alcolea, Madrid.
- 1987 Sala Nonell, Barcelona.
- 1987 Sala de arte Ingres, Madrid.
- 1988 Galería El Claustre, Gerona.
- 1990 Galería El Claustre, Gerona.
- 1993 Galería El Claustre, Gerona.
- 2006 Galería El Claustre, Gerona.
- 2008 Espai Enric Granados, Cerdanyola del Vallés.
- 2008 Galería 25 anys de El Claustre, Gerona.
- 2012 Galería Arawak (Santo Domingo).